# Saint-Avit-Sénieur
Saint-Avit-Sénieur är en kommun i departementet Dordogne i regionen Nouvelle-Aquitaine i sydvästra Frankrike. Kommunen ligger i kantonen Beaumont-du-Périgord som tillhör arrondissementet Bergerac. År 2022 hade Saint-Avit-Sénieur 416 invånare.

## Befolkningsutveckling
Antalet invånare i kommunen Saint-Avit-Sénieur
Referens:INSEE